# Galeazzo I. Visconti

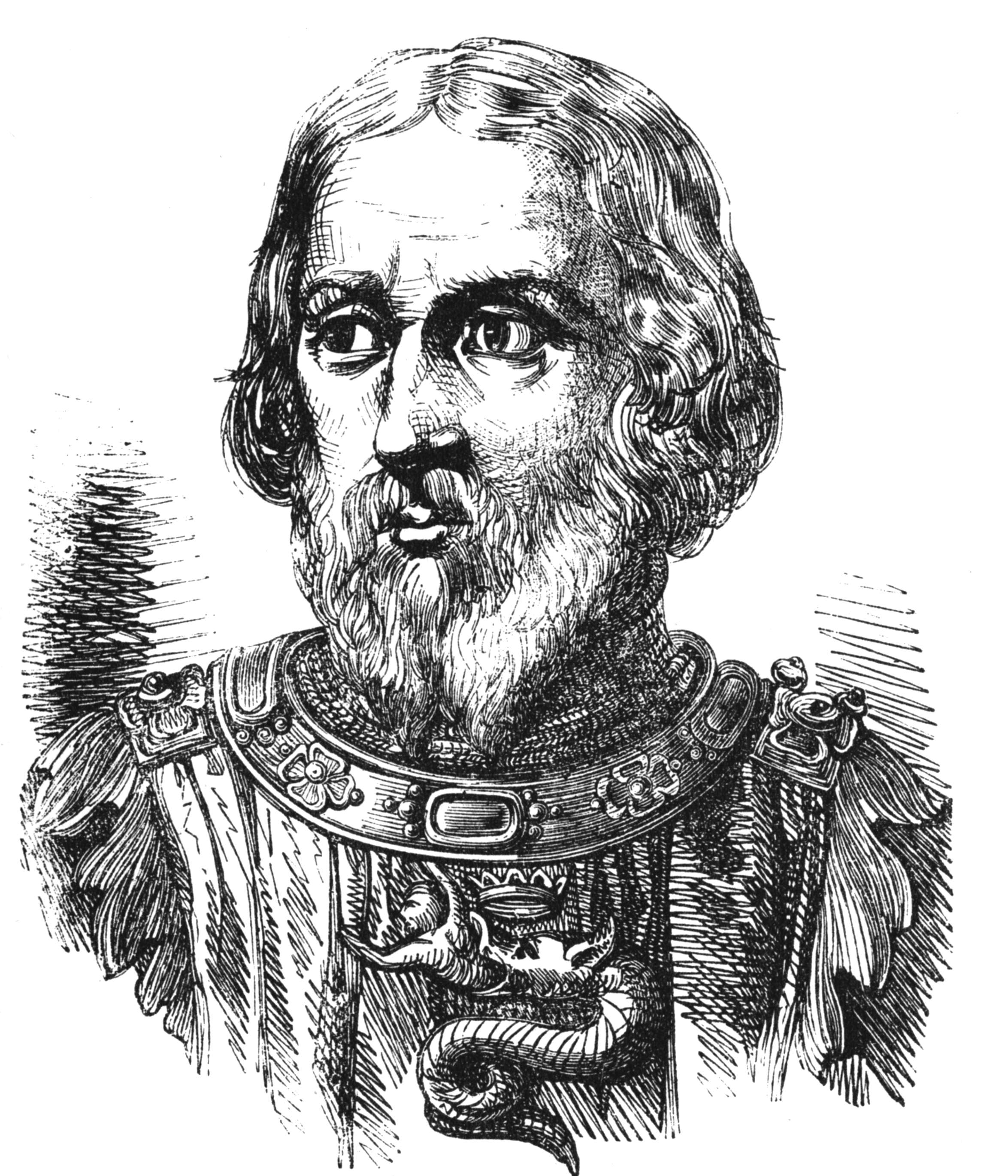
Galeazzo I. Visconti, nicht zeitgenössische Darstellung (um 1858)

Galeazzo I. Visconti (* 1277; † 6. August 1328 in Pescia) aus dem Haus Visconti war der älteste Sohn von Matteo I. Visconti. Er regierte als Herr von Mailand von 1322 bis 1328.
Galeazzo Visconti setzte sich 1324 mit Unterstützung des Kaisers Ludwig IV (regierte 1314–1347) in Vaprio an der Adda gegen die Armee durch, die der Papst gegen die Visconti gesandt hatte. 1327 setzte ihn der Kaiser in Monza gefangen, weil er im Verdacht stand, mit der Kirche Frieden geschlossen zu haben; er wurde lediglich aufgrund der Intervention seines Freundes Castruccio Castracani freigelassen. Von seiner Frau Beatrice d’Este († 1. September 1334), Tochter des Obizzo II. d’Este, mit der er seit dem 24. Juni 1300 verheiratet war, hatte er einen Sohn, Azzo Visconti, der sein Nachfolger wurde, und eine Tochter, Ricarda, die mit Thomas II., Markgraf von Saluzzo verheiratet wurde.